# 國立臺南藝術大學

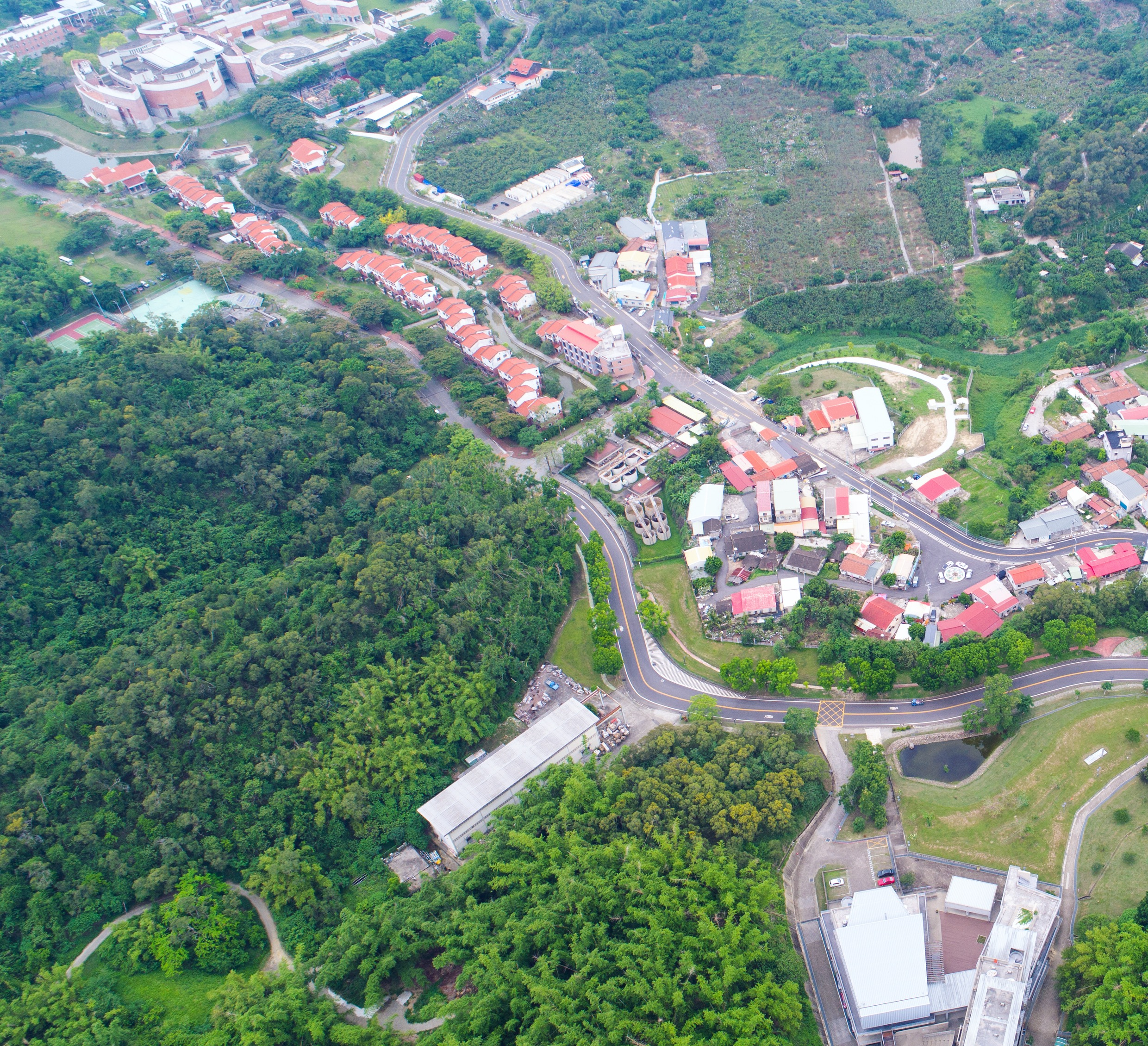
台南藝術大學校園

國立臺南藝術大學，簡稱臺南藝大、南藝大或南藝，是位於臺灣臺南市官田區的藝術大學，原名國立臺南藝術學院。於1996年由建築學者漢寶德主導籌設，為台灣三所國立藝術大學之一。
校園座落於烏山頭水庫旁。現有4個學院、5個學系、9個研究所，該校以研究所階段藝術教育為主軸，另外校內音樂學系與中國音樂學系設有特殊藝術類科教育學制七年一貫，招收國民中學畢業生就讀。

## 學校象徵

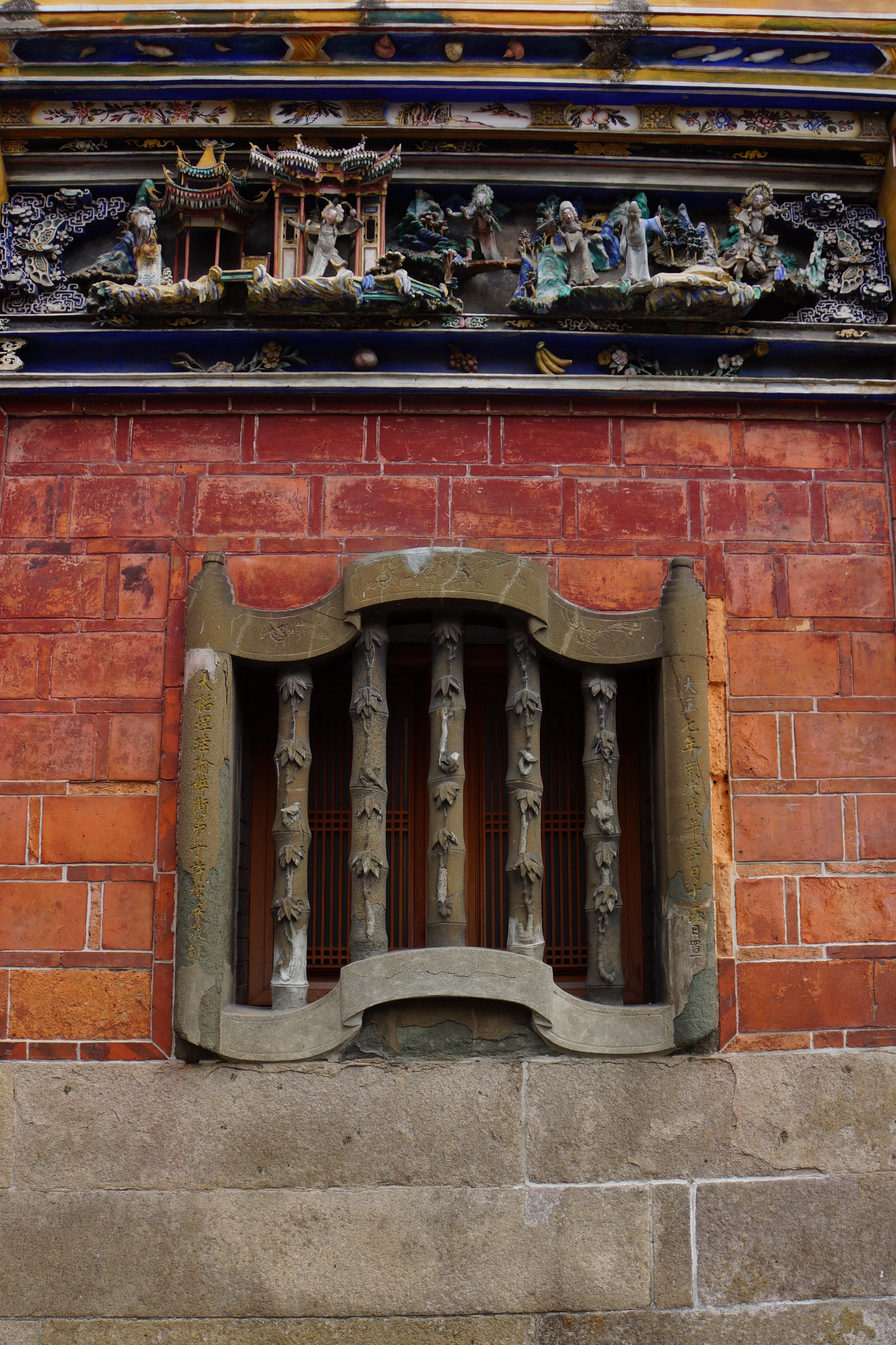
書卷窗

臺南藝術大學的「書卷校徽」乃從閩南建築之書卷窗而來，「書卷」也代表畫軸、膠卷或是樂譜，喻南藝文博、視覺藝術、音像藝術及音樂四大學門。底色紅色取校樹「莿桐」花色，橢圓形狀取該校建築主體圖書資訊大樓形貌。

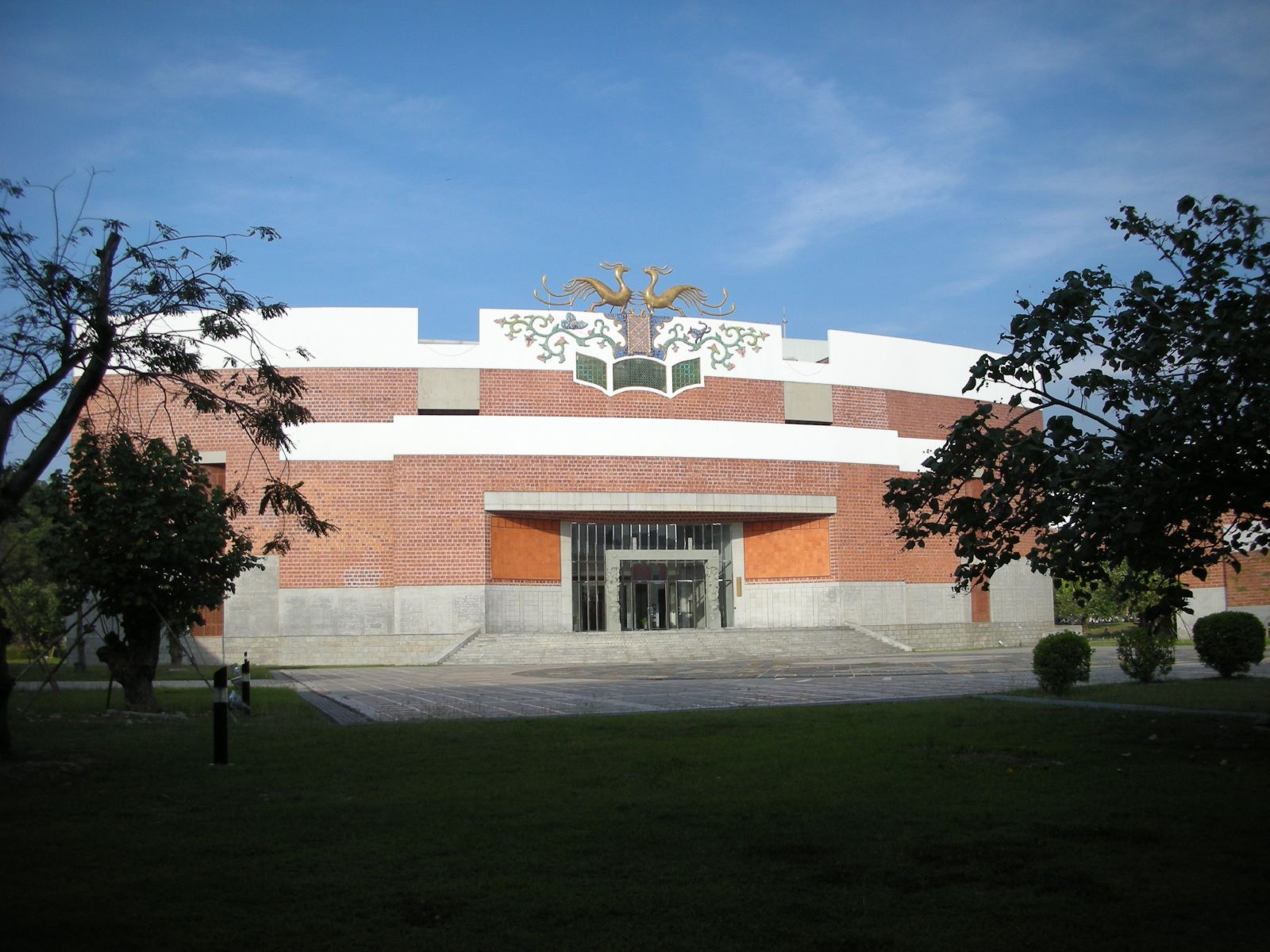
南藝大圖資大樓

除此之外，由漢寶德先生及其徒弟登琨豔設計建造的圖資大樓正立面上方，係象徵南藝精神的「雙鑾鳳」圖徽，五千年來，鳳鳥一直是最能代表中華民族豐富想像力與創造力的裝飾藝術圖像。選擇在本校中心廣場中軸線頂端之圖書館建築上方，裝置取形於漢朝之成雙鸞鳳，即為本著採襲漢朝建築樓闕之裝飾流風，做為本校之象徵性圖案；而圖資大樓內挑高中庭所懸掛的書法題字帖，是出自董陽孜的〈鶴鳴於九皋聲聞于天〉，也是南藝大的校訓。

## 沿革

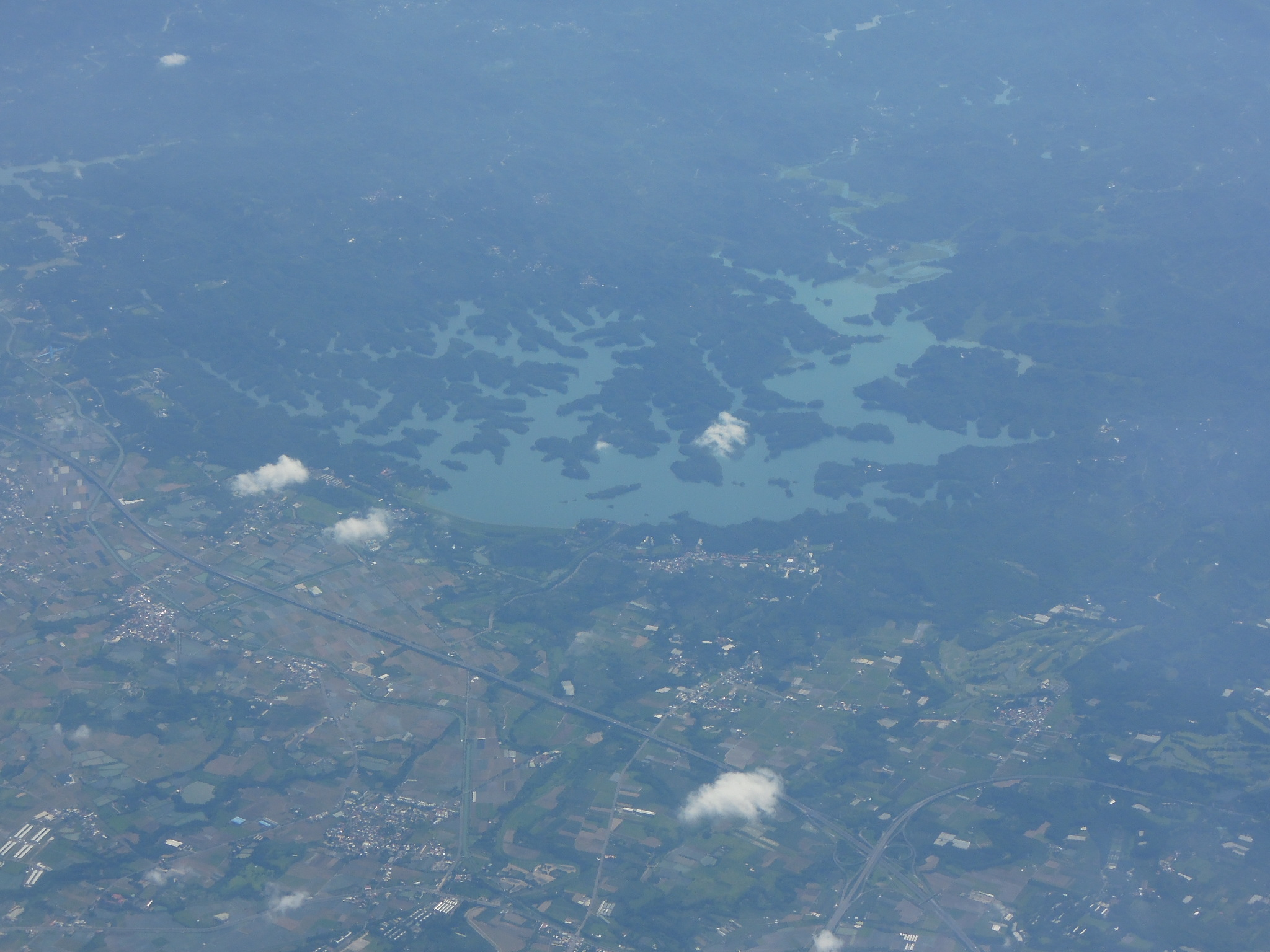
空中所見的烏山頭水庫，南藝大校園位於水庫下方

### 國立臺南藝術學院
- 1993年7月，中華民國教育部核准成立「國立臺南藝術學院籌備處」。
- 1995年8月，功能大樓動工典禮。
- 1996年3月，行政院通過音像紀錄研究所、造形藝術研究所、博物館學研究所、藝術史與藝術評論研究所的設置計畫。同年七月，國立臺南藝術學院成立，設音像紀錄研究所、博物館學研究所[注 1]、造形藝術研究所、藝術史與藝術評論研究所。
- 1997年8月，增設應用藝術研究所（並分設陶瓷、金工、纖維等三組）、建築藝術研究所、七年一貫制音樂學系、國際藝術交流研究中心。
- 1998年8月，成立音像動畫研究所、七年一貫制中國音樂系。
- 1999年9月，成立音像藝術管理研究所、古物維護研究所。同年十二月，音樂系館大樓獲得美國建築師協會*美國建築師學會（AIA）香港分會年度建築獎。
- 2000年1月，與臺南縣政府「南瀛學院」簽約，成為簽約學校之一。同年三月，與義大利米蘭藝術學院締結姐妹校。應用藝術研究所金工組拆分為金工與首飾創作組、金屬產品與珠寶設計組。
- 2001年6月，與英國倫敦大學金匠學院簽約締結姊妹校。
- 2002年7月，成立應用音樂學系，並分設音樂創作、音樂工程、音樂行政等三組。同年十一月，古物維護研究所新建工程動土典禮。
- 2003年3月，與日本伊莉莎白音樂大學締結成為姊妹校。同年六月，加入「中華民國南部科學園區產學協會」成為會員，並增設鋼琴合作藝術研究所、藝術創作理論研究所（博士班）、藝術史學系[注 2]。同年八月，成立音像數位設計教育資源中心。同年十一月，音像數位設計教育資源中心辦公室正式啟用。

### 國立臺南藝術大學
- 2004年8月，改名國立臺南藝術大學。應用音樂學系增設音樂演奏組、音樂治療組。
- 2005年6月，與日本東京藝術大學締結成為姊妹校。同年八月一日，增設音樂表演與創作研究所。
- 2006年8月1日，增設材質創作與設計學系。停招應用音樂學系音樂演奏組。
- 2008年，停招應用音樂學系音樂治療組。
- 2010年8月1日，音像紀錄研究所改名音像紀錄與影像維護研究所並分設音像紀錄組、影像維護組之分組。音像動畫研究所與音像藝術管理研究所合併為動畫藝術與影像美學研究所，並分設動畫藝術組、影像美學組。博物館學研究所與古物維護研究所合併為博物館學與古物維護研究所，並分設博物館學、古物維護之分組。音樂表演與創作研究所併入音樂學系、藝術史與藝術評論研究所併入藝術史學系為藝術史與藝術評論碩士班。
- 2011年，應用音樂學系音樂工程組、音樂創作組合併為音樂工程創作組。
- 2014年，應用音樂學系音樂工程創作組改名音樂工程與創作組、音樂行政組改名藝術管理組。
- 2015年3月7日，南藝大學生前往教育部、立法院投遞陳情書，反對南藝大與成大合併。
- 2018年，藝術史學系藝術史與藝術評論碩士班改名藝術史學系藝術史評與古物研究碩士班。應用音樂學系取消音樂工程與創作組、藝術管理組之分組，改設流行音樂學程、電影音樂學程、爵士音樂學程、專業錄音學程、藝術管理專業學程等五學程。
- 2019年，音像紀錄與影像維護研究所改名音像紀錄研究所，原音像紀錄組改名紀錄片製作組、原影像維護組改名電影資料館組。增設高階藝術管理碩士在職學位學程。
- 2020年，艺术史学系增设艺术史评与古物研究博士班。[1]
- 2021年，增設博物館學與古物維護研究所博士班。
- 2022年，增設聲響科技研究所。面對AI新浪潮，以原有的藝術領域為基石，加以拓展應用，成立元宇宙學院。並納入高階藝術管理碩士在職學位學程與新設之聲響科技研究所。
- 2023年，增設音樂學院應用音樂學博士班。
- 2024年，增設元宇宙學院硕士班。

### 歷任校長
| 第一任校長     | 漢寶德 | 1996.7.1 - 2000.1.31 |
| 代理校長       | 鄭德淵 | 2000.2.1 - 2000.9.3  |
| 第二任校長     | 黃碧端 | 2000.9.4 - 2006.7.31 |
| 代理校長       | 黃翠梅 | 2006.8.1 - 2007.1.31 |
| 代理校長       | 曾旭正 | 2007.2.1 - 2007.5.1  |
| 第三任校長     | 李肇修 | 2007.5.2 - 2011.5.1  |
| 代理校長       | 鄭德淵 | 2011.5.2 - 2011.7.31 |
| 第四任校長     | 李肇修 | 2011.8.1 - 2015.7.31 |
| 代理校長       | 鄭德淵 | 2015.8.1 - 2016.7.31 |
| 第五、六任校長 | 詹景裕 | 2016.8.1 - 2024.7.31 |
| 第七任校長     | 邱上嘉 | 2024.8.1 - 現在      |

## 教學單位

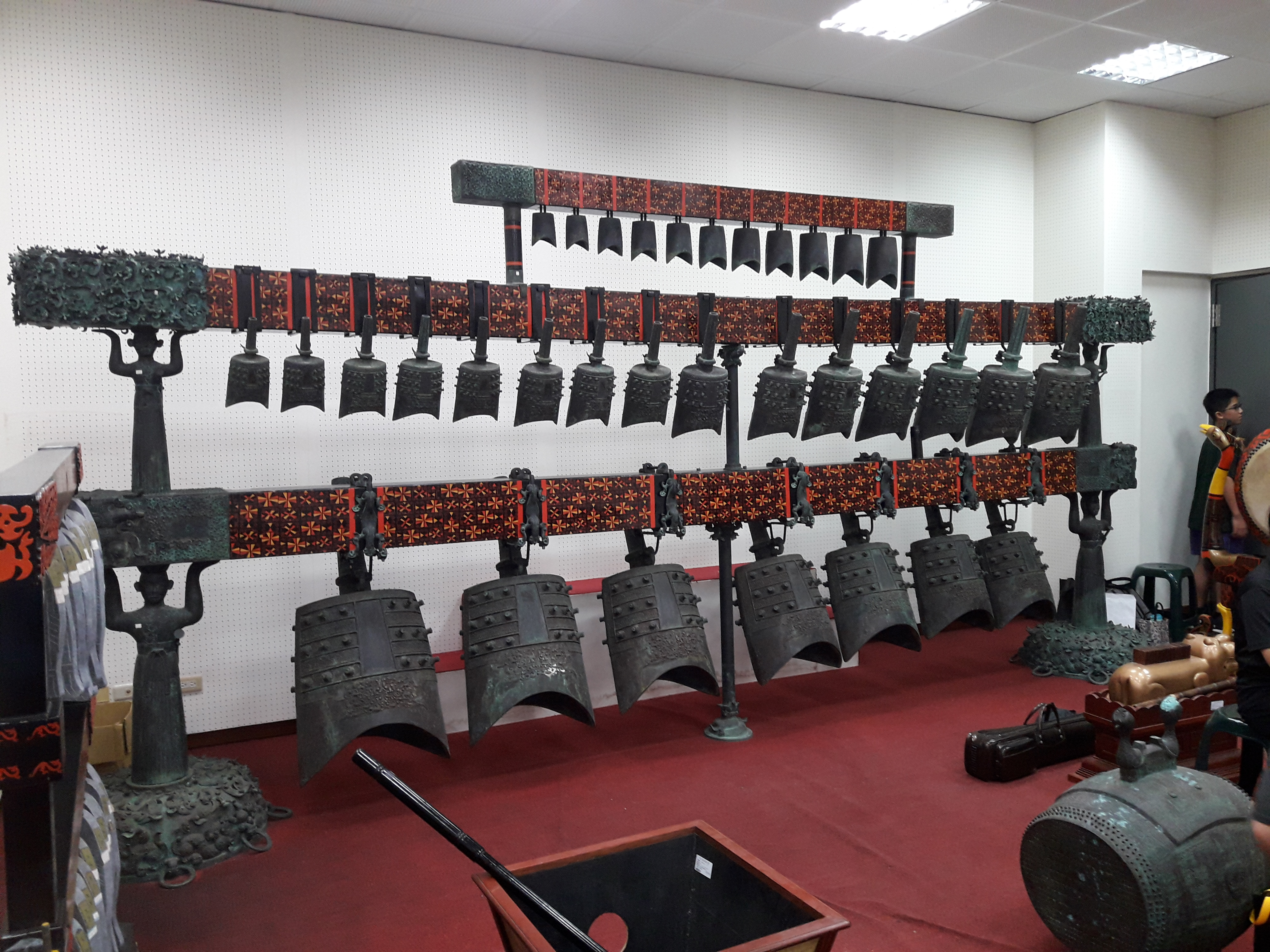
中國音樂學系教具編鐘

| 音樂學院 | 音樂學系[注 3]暨碩士班 弦樂組 管樂組 鍵盤組 打擊樂組                                 | 中國音樂學系[注 3]暨碩士班                                   |
| 音樂學院 | 民族音樂學研究所（碩士班） 傳統與世界音樂組 音樂產業與社會實作組 樂器設計與製作組[2] | 民族音樂學研究所（在職專班） 民族音樂應用與藝術長照發展組[3] |
| 音樂學院 | 鋼琴合作藝術研究所（碩士班）                                                         | 音樂學院應用音樂學博士班 应用民族音乐学组 音乐科技组[4]      |
| 音樂學院 | 亞太音樂研究中心                                                                     |                                                              |
| 視覺藝術學院 | 材質創作與設計學系                                                           | 造形藝術研究所（碩士班）                                                     |
| 視覺藝術學院 | 應用藝術研究所（碩士班） 陶瓷組 纖維組 金工與首飾創作組 金屬產品與珠寶設計組 | 建築藝術研究所（碩士班） 創意創作組 「場域·結構·行動」組 城鄉思維與實踐組[5] |
| 視覺藝術學院 | 藝術創作理論研究所[注 4]                                                     |                                                                              |
| 音像藝術學院 | 應用音樂學系 流行音樂學程 電影音樂學程 爵士音樂學程 專業錄音學程 藝術管理專業學程 | 音像紀錄研究所（碩士班） 紀錄片製作組 電影資料館組 |
| 音像藝術學院 | 動畫藝術與影像美學研究所（碩士班） 動畫藝術組 影像美學組                          | 音像藝術媒體中心                                   |
| 音像藝術學院 | 音像資料保存及展示中心                                                            |                                                    |
| 文博學院 | 藝術史學系、藝術史評與古物研究碩士班、藝術史評與古物研究博士班[1] | 博物館學與古物維護研究所 碩士班博物館學組 碩士班古物維護組 博士班 |
| 文博學院 | 臺灣藝術史暨檔案研究中心                                          | 亞太文化資產研究中心                                              |
| 元宇宙學院 | 聲響科技研究所   | 高階藝術管理碩士在職學位學程 |
| 元宇宙學院 | 元宇宙學院碩士班 |                              |
| 共同教育委員會 | 通識教育中心 | 師資培育中心 |
| 共同教育委員會 | 語文中心     | 體育中心     |

## 行政單位
| 行政單位 | 校長室     | 副校長室   |
| 行政單位 | 秘書室     | 教務處     |
| 行政單位 | 學生事務處 | 總務處     |
| 行政單位 | 研究發展處 | 國際事務處 |
| 行政單位 | 藝術推廣處 | 圖書館     |
| 行政單位 | 資訊處     | 人事室     |
| 行政單位 | 主計室     |            |

## 近年爭議

### 校長利益迴避
詹景裕的專長為電機工程，是國立臺北大學的教授。除了專業背景不適，也因為安插多名友人進入校園擔任要職，因而在上任時遭到師生多次抗議，包括到教育部示威。 在第一任期屆滿之時，續任案的通過過程充滿爭議。
詹景裕申請2018年、2019年度「教師學術研究及創作展演成果獎勵」，卻在審議委員會擔任主席，未行迴避，違反《利益衝突法》第6條「公職人員之有利益衝突者，應即自行迴避」，二審被判有罪，全案確定。

### 教師涉嫌性騷擾

#### 藝術史學系蔣伯欣
藝術史學系教授蔣伯欣任教期間涉嫌性騷擾多名女學生，以及用PUA手法發展師生戀。蔣隱瞞自己已婚，事發後則希望女學生「一輩子當他的地下情人」。有人被要求墮胎，被迫隱瞞交往事實，若被別人知道，還要說一切都是自己的幻想。南藝大曾在2019年曾召開性平會調查，但蔣在調查結果公布前自請離職，南藝大始終沒有公開調查結果，也沒有呈報給教育部。

#### 國樂系鄭德淵
2023年6月26日，中國音樂學系教授鄭德淵被指控要求男學生輪流陪睡，以及拍攝裸照供自己收藏，其中包含未成年者，學生怕得罪他不敢不從，相關行為長達二十多年。對此，鄭德淵否認網路匿名爆料；校方表示將召開性平調查小組會議。
但又發生性平委員性別比例不合法律規定之爭議。

### 教師涉嫌吸毒
2023年，中國音樂學系顧姓教授被指吸食安非他命，不過該師嚴詞否認，相關事件還在調查當中。

## 大學院校校務評鑑
在100年度上半年大學校院校務評鑑的五個評鑑項目中，國立臺南藝術大學僅有一項通過。
| 項目一 | 學校自我定位           | 追蹤評鑑 |
| 項目二 | 校務治理與經營         | 再評鑑   |
| 項目三 | 教學與學習資源         | 通過     |
| 項目四 | 績效與社會責任         | 追蹤評鑑 |
| 項目五 | 持續改善與品質保證機制 | 追蹤評鑑 |

於106年度下半年第二週期校務評鑑四項指標，獲全數通過。
| 項目一 | 校務治理與經營     | 通過 |
| 項目二 | 校務資源與支持系統 | 通過 |
| 項目三 | 辦學成效           | 通過 |
| 項目四 | 自我改善與永續發展 | 通過 |

於112年度下半年第三週期校務評鑑結果為「通過-效期六年」。

## 外部連結
- 國立臺南藝術大學（页面存档备份，存于）
- 國立臺南藝術大學圖書館（页面存档备份，存于）